# Кузнецов, Сергей Иванович (микробиолог)
Серге́й Ива́нович Кузнецо́в (4 [17] ноября 1900 или 4 ноября 1900, Москва — 27 февраля 1987, Москва) — российский учёный, микробиолог, член-корреспондент АН СССР (1960), кавалер ордена Ленина и ордена Трудового Красного Знамени, лауреат Государственной премии СССР (1985), лауреат медали Науманна Международного Лимнологического Общества (1971).

## Биография
Сергей Иванович Кузнецов родился в семье художника-архитектора Ивана Сергеевича Кузнецова в Москве. Официальные биографии содержат неправильное место рождения (село Порецкое) и происхождение «из крестьян» — эти изменения были сделаны после революции с целью получить высшее образование в условиях дискриминации против детей русской интеллигенции. Крестьянином из села Порецкое на самом деле был отец Кузнецова.
В 1923 году окончил физико-математический факультет Московского университета. Один из первых сотрудников кафедры микробиологии МГУ, в 1942—1943 годах исполнял обязанности заведующего кафедрой в Москве. В 1931—1941 годах заведовал лабораторией на лимнологической станции в Косино, в 1941—1946 заведовал лабораторией на комбинате по очистке сточных вод в Люберцах. Заведовал лабораторией в институте микробиологии АН СССР с 1942 года. Создатель и руководитель лаборатории микробиологии в Институте биологии внутренних вод АН СССР в Борке.
Кузнецов в основном работал в области водной микробиологии (микробиологические процессы как основной фактор кислородного режима озёр; роль микроорганизмов в круговороте веществ в озёрах; применение радиоактивных изотопов углерода и серы для изучения интенсивности процессов круговорота веществ в водоемах) и геологической деятельности микроорганизмов (в нефтяных месторождениях, при образовании и разрушении месторождений серы и сульфидных руд).
Похоронен на московском Введенском кладбище (14 уч.).

## Основные труды
- Кузнецов С. И., Иванов М. В., Ляликова Н. Н. Введение в геологическую микробиологию / АН СССР, Ин-т микробиологии. — М.: Изд-во АН СССР, 1962. — 240 с.
- Кузнецов С. И. Микрофлора озёр и её геохимическая деятельность / АН СССР. Ин-т биологии внутр. вод; Ред. Б. К. Штегман; Худож. М. И. Разулевич. — Л.: Наука. Ленингр. отд-ние, 1970. — 440 с. — 1250 экз.
- Каравайко Г. И., Кузнецов С. И., Голомзик А. И. Роль микроорганизмов в выщелачивании металлов из руд / АН СССР. Ин-т микробиологии. — М.: Наука, 1972. — 248 с.
- Кузнецов С. И. Развитие идей С. Н. Виноградского в области экологической микробиологии. 11-е чтение им. С. Н. Виноградского. — М.: Наука, 1974. — 62 с.
- Розанова Е. П., Кузнецов С. И. Микрофлора нефтяных месторождений. — М.: Наука, 1974.
- Романенко В. И., Кузнецов С. И. Экология микроорганизмов пресных вод: Лабораторное руководство. — М.: Наука, 1974. — 194 с.
- Горленко В. М., Дубинина Г. А., Кузнецов С. И. Экология водных микроорганизмов. — М.: Наука, 1977. — 288 с.
- Кузнецов С. И., Саралов А. И., Назина Т. Н. Микробиологические процессы круговорота углерода и азота в озёрах. — М.: Наука, 1985. — 216 с.
- Кузнецов С. И., Дубинина Г. А. Методы изучения водных микроорганизмов / Отв. ред. Ю. И. Сорокин; АН СССР, Ин-т микробиологии. — М.: Наука, 1989. — 288 с. — ISBN 5-02-004020-7.

## Названы в честь Кузнецова
- Desulfotomaculum kuznetsovii Nazina
- Giesbergeria kuznetsovii Grabovich

## Награды
- Орден Ленина
- Орден Трудового Красного Знамени
- Государственная премия СССР (1985)
- Медаль Науманна Международного Лимнологического Общества (1971)
- Премия имени С. Н. Виноградского АН СССР (1970)